# 連氣棋
連氣棋（Pentalath），是由Cameron Browne在2009年推出的連棋類遊戲，機制類似圍連星。

連氣棋棋盤

## 棋具
- 採用5*5*5的六角格棋盤。
- 棋子以兩色區分敵我。

## 規則
- 每方輪流下一子在空棋格。
- 第一手有交換規則。
- 用圍棋的吃法提掉敵子。
- 若放子時可以造成吃子，則可放在無氣的位置。
- 以五枚緊連著成一直線為勝，橫豎斜方向不拘[2]。

## 外部連結
- 遊戲下載